# Чемпіонат УРСР з футболу серед КФК 1948
Чемпіонат УРСР з футболу 1948 — футбольний турнір серед колективів фізкультури УРСР. Проходив у 10 зонах, участь у змаганнях брали 85 клубів.

## Зональний турнір

### 1 зона
Підсумкова таблиця
| М  | Команда                   |
| -- | ------------------------- |
| 1. | В/ч 25750 (Київ)          |
| 2. | «Машинобудівник» (Сміла)  |
| 3. | БО (Черкаси)              |
| 4. | «Труд» (Васильків)        |
| 5. | «Трудові резерви» (Київ)  |
| 6. | «Машинобудівник» (Фастів) |
| 7. | В/ч (Біла Церква)         |
| 8. | «Динамо» (Київ)           |

### 2 зона
Підсумкова таблиця
| М  | Команда                  |
| -- | ------------------------ |
| 1. | «Динамо» (Суми)          |
| 2. | ВПС (Полтава)            |
| 3. | «Спартак» (Полтава)      |
| 4. | «Локомотив» (Конотоп)    |
| 5. | «Хімік» (Шостка)         |
| 6. | «Дзержинець» (Кременчук) |
| 7. | «Машинобудівник» (Суми)  |
| 8. | «Динамо» (Чернігів)      |

### 3 зона
Підсумкова таблиця
| М   | Команда                          |
| --- | -------------------------------- |
| 1.  | «Металург» (Дніпродзержинськ)    |
| 2.  | «Локомотив» (Дніпропетровськ)    |
| 3.  | «Машинобудівник» (Мелітополь)    |
| 4.  | «Локомотив» (Запоріжжя)          |
| 5.  | «Динамо» (Дніпропетровськ)       |
| 6.  | «Торпедо» (Осипенко)             |
| 7.  | «Суднобудівник» (Великий Токмак) |
| 8.  | «Сталь» (Запоріжжя)              |
| 9.  | «Спартак» (Кривий Ріг)           |
| 10. | «Сталь» (Кривий Ріг)             |
| 11. | «Буревісник» (Запоріжжя)         |

### 4 зона
Також були заявлені, але знялися перед початком змагань такі команди: «Локомотив» (Ізюм), «Харчовик» (Куп'янськ), «Динамо» (Харків), «Спартак» (Харків) та команда міста Кадіївка.
Підсумкова таблиця
| М  | Команда                      |
| -- | ---------------------------- |
| 1. | «Торпедо» (Харків)           |
| 2. | «Сталь» (Ворошиловськ)       |
| 3. | «Дзержинець» (Ворошиловград) |
| 4. | «Шахтар» (Красний Луч)       |
| 5. | «Хімік» (Рубіжне)            |

### 5 зона
Підсумкова таблиця
| М   | Команда                  |
| --- | ------------------------ |
| 1.  | «Сталь» (Костянтинівка)  |
| 2.  | «Шахтар» (Смолянка)      |
| 3.  | «Металург» (Маріуполь)   |
| 4.  | «Шахтар» (Рутченкове)    |
| 5.  | «Сталь» (Макіївка)       |
| 6.  | «Шахтар» (Горлівка)      |
| 7.  | «Шахтар» (Чистякове)     |
| 8.  | «Локомотив» (Ясинувата)  |
| 9.  | «Авангард» (Краматорськ) |
| 10. | «Шахтар» (Дружківка)     |
| 11. | «Локомотив» (Дебальцеве) |
| 12. | «Сталь» (Єнакієве)       |
| 13. | «Азовсталь» (Маріуполь)  |
| 14. | «Шахтар» (Єнакієве)      |
| 15. | Слов'янськ               |
| 16. | «Сталь» (Горлівка)       |

### 6 зона
Підсумкова таблиця
| М  | Команда                |
| -- | ---------------------- |
| 1. | «Торпедо» (Одеса)      |
| 2. | «Спартак» (Ізмаїл)     |
| 3. | «Локомотив» (Котовськ) |
| 4. | «Більшовик» (Одеса)    |

### 7 зона
Підсумкова таблиця
| М  | Команда                      |
| -- | ---------------------------- |
| 1. | «Динамо» (Вознесенськ)       |
| 2. | «Суднобудівник-2» (Миколаїв) |
| 3. | «Трактор» (Кіровоград)       |
| 4. | «Локомотив» (Знам'янка)      |
| 5. | «Будівельник» (Миколаїв)     |
| 6. | «Машинобудівник» (Миколаїв)  |
| 7. | «Авангард» (Херсон)          |
| 8. | «Шахтар» (Олександрія)       |

### 8 зона
Підсумкова таблиця
| М   | Команда                          |
| --- | -------------------------------- |
| 1.  | «Динамо» (Вінниця)               |
| 2.  | «Динамо» (Проскурів)             |
| 3.  | «Динамо» (Житомир)               |
| 4.  | «Спартак» (Житомир)              |
| 5.  | БО (Вінниця)                     |
| 6.  | БО (Житомир)                     |
| 7.  | «Машинобудівник» (Бердичів)      |
| 8.  | В/ч (Бердичів)                   |
| 9.  | «Динамо» (Кам'янець-Подільський) |
| 10. | «Локомотив» (Шепетівка)          |

### 9 зона
Підсумкова таблиця
| М  | Команда                   |
| -- | ------------------------- |
| 1. | «Локомотив» (Рівне)       |
| 2. | «Динамо» (Луцьк)          |
| 3. | «Більшовик» (Золочів)     |
| 4. | БО (Володимир-Волинський) |
| 5. | «Більшовик» (Кременець)   |
| 6. | «Локомотив» (Тернопіль)   |

### 10 зона
Підсумкова таблиця
| М  | Команда                 |
| -- | ----------------------- |
| 1. | «Динамо» (Ужгород)      |
| 2. | «Більшовик» (Солотвине) |
| 3. | БО (Стрий)              |
| 4. | «Динамо» (Станіслав)    |
| 5. | «Нафтовик» (Борислав)   |
| 6. | «Більшовик» (Самбір)    |
| 7. | «Медик» (Станіслав)     |
| 8. | «Динамо» (Чернівці)     |
| 9. | «Спартак» (Дрогобич)    |

## 1 півфінал
Підсумкова таблиця
| М  | Команда                |
| -- | ---------------------- |
| 1. | «Торпедо» (Одеса)      |
| 2. | «Динамо» (Ужгород)     |
| 3. | «Динамо» (Вінниця)     |
| 4. | «Локомотив» (Рівне)    |
| 5. | «Динамо» (Вознесенськ) |

## 2 півфінал
Підсумкова таблиця
| М  | Команда                       |
| -- | ----------------------------- |
| 1. | «Сталь» (Костянтинівка)       |
| 2. | В/ч 25750 (Київ)              |
| 3. | «Металург» (Дніпродзержинськ) |
| 4. | «Динамо» (Суми)               |
| 5. | «Торпедо» (Харків)            |

## Фінал
- «Торпедо» (Одеса) — «Сталь» (Костянтинівка) — 2:0

Торпедо (Одеса): Павлов, Рева, Коваль, Селезньов, Мальзан, Орлов, Рибан, Дихнич, Поздняков, Овсянников, Опочинський, Твердохлєбов, Мойло, Шляпін, Корельман.
Тренер: Брагін.
Примітка: є відомості про матч за 3-тє місце, в якому перемогло «Динамо» (Ужгород).